# Salomona ustulata
Salomona ustulata är en insektsart som beskrevs av Ludwig Redtenbacher 1891. Salomona ustulata ingår i släktet Salomona och familjen vårtbitare. Inga underarter finns listade i Catalogue of Life.